# Напульсник

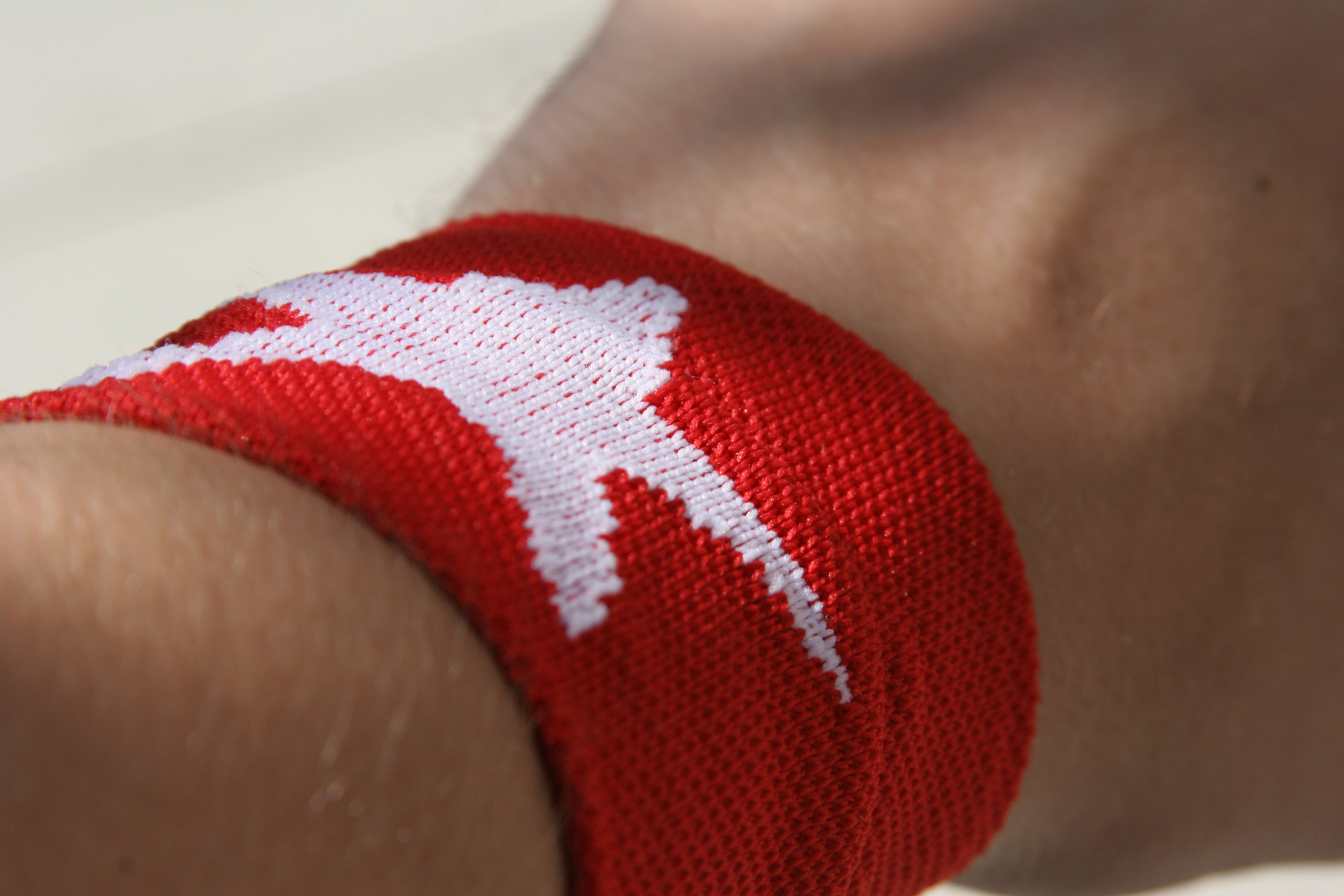
Напульсник

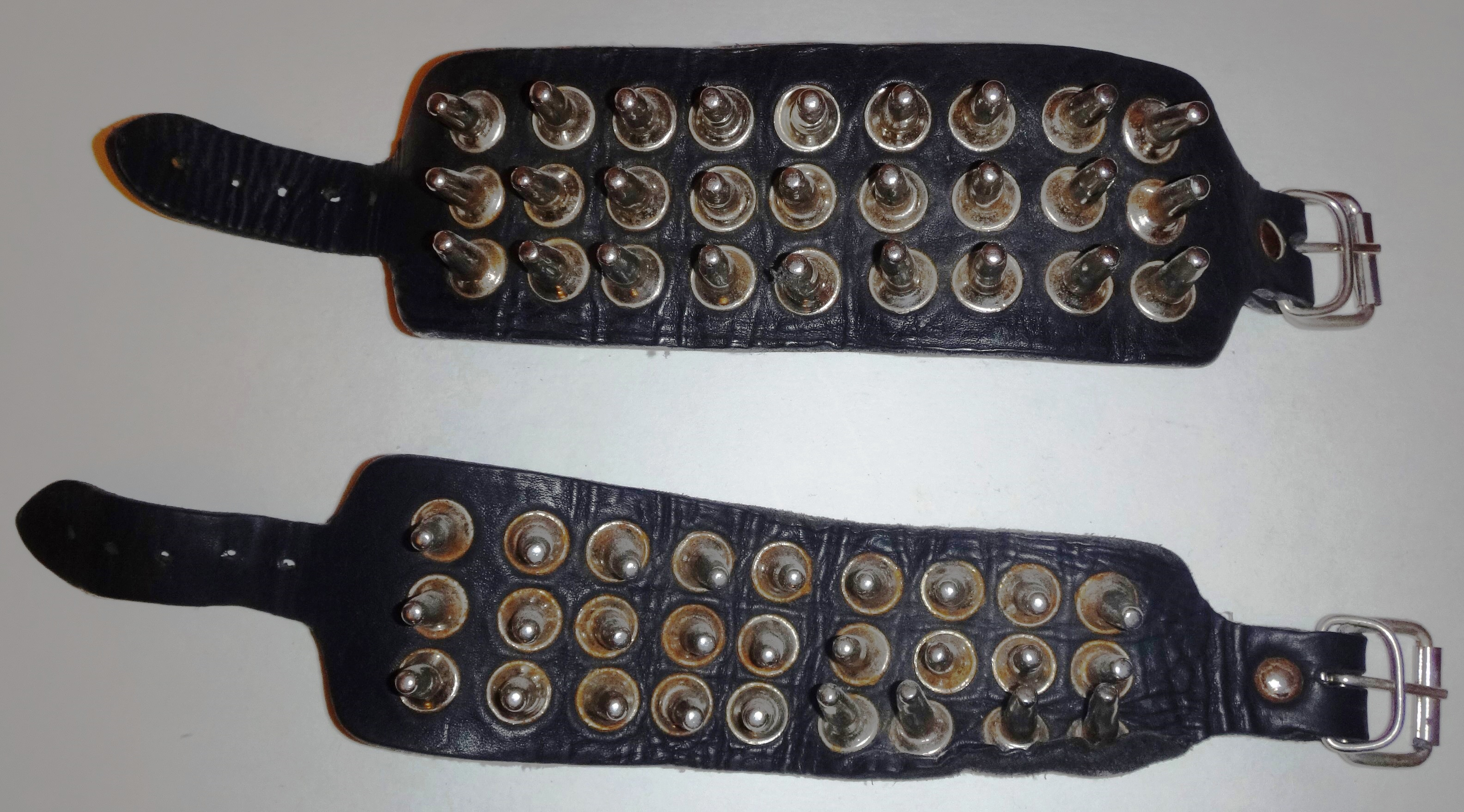
Шипасті напульсники металістів

Напу́льсник — вовняна трикотажна пов'язка, що розташовується на руці на зап'ясті, як правило — в тому місці, де прощупується пульс.

## Призначення
Призначені для витирання поту з лиця. Оберігають від травм при занятті певними видами вправ або при грі в теніс. Також напульсники можна використовувати для фіксації кисті в променево-зап'ястковому суглобі. Іноді використовують для захисту наручних годинників від механічних пошкоджень при занятті бігом або іншим видом спорту.
Також використовуються в середовищі металістів як прикраса, часто з нашивкою улюбленої групи (музиканти рок-груп теж часто використовують напульсники). Незамінний атрибут трейсерам для занять паркуром. Оскільки високий ризик травмування зап'ясть в таких дисциплінах, як паркур і теніс, напульсник дозволяє уникнути травм зап'ясть, шляхом фіксації кисті і підтримці суглобів кисті в розігрітому стані. Дозволяє придбати кисті «впевненість» рухів. Наприклад в тенісі дозволяє тримати ракетку краще, робити удари по м'ячу більш хльостко, уникаючи травм, витирати піт з чола, оскільки погода буває спекотною, а гра напруженою і тривалою. У паркурі дозволяє впевнено чіплятися за поверхні і виступи.